# Пахино (Вологодская область)
Пахино — деревня в Сокольском районе Вологодской области.
Входит в состав Нестеровского сельского поселения, с точки зрения административно-территориального деления — в Нестеровский сельсовет.
Расстояние по автодороге до районного центра Сокола — 44 км, до центра муниципального образования Нестерова — 13 км.
По переписи 2002 года население — 4 человека.